# Distretto di Baacagaan
Il distretto di Baacagaan è uno dei venti distretti (sum) in cui è suddivisa la provincia di Bajanhongor, in Mongolia. Conta una popolazione di 3.568 abitanti (censimento 2006). 